# میم (سازمان مردم‌نهاد)
میم یک گروه زنان دگرباش لبنانی است که در اوت ۲۰۰۷ به عنوان نخستین سازمان لزبین مستقر در جهان عرب تأسیس شد. نام کامل مجموعة مؤازرة للمرأة المثلیّة (گروه پشتیبانی از زنان لزبین) است.

## اهداف
این گروه پشتیبانی جامعه، مشاوره روانشناختی، مرکز فعالیت، پشتیبانی حقوقی، رویدادهای اجتماعی و فرصت کار برای ایجاد تغییرات اجتماعی را ارائه می‌دهد. میم همچنین میزبان خانه زنان است که به عنوان یک مرکز فعالیت و منبع در بیروت فعالیت می‌کند.

هدف میم ایجاد فضای امن در لبنان است که لزبین‌ها بتوانند در آن ملاقات کنند، صحبت کنند، بحث کنند، موضوعات را به اشتراک بگذارند، تجارب خود را به اشتراک بگذارند و برای بهبود زندگی خود و خود تلاش کنند. 